# Nâbha

Nâbha était un État princier des Indes, aujourd'hui État du Penjab. Conquise par les Britanniques, Nâbha fut dirigée par des souverains qui portèrent le titre de "radjah" puis de "maharadjah" et qui subsista jusqu'en 1948.

## Liste des radjahs puis maharadjahs de Nâbha de 1783 à 1948
- 1783-1840 Jeswant Singh (1775-1840)
- 1840-1846 Devendar Singh (1822-1865)
- 1847-1863 Bharpur Singh (1840-1863)
- 1863-1871 Baghwan Singh (1842-1871)
- 1871-1911 Hira Singh (en) (1843-1911)
- 1911-1928 Ripudaman Singh (en) (1883-1943), abdiqua
- 1928-1948 Pratap Singh (en) (1919-1995)